# هانس-گیورگ بیر
هانس-گیورگ بیر (انگلیسی: Hans-Georg Beyer؛ زادهٔ ۳ سپتامبر ۱۹۵۶) بازیکن هندبال اهل آلمان بود.